# Shail Upadhya
Shail Upadhya (Nepal, 9 de agosto de 1935 - Nueva York, 31 de enero de 2013) fue un diplomático, experto en desarme para las Naciones Unidas y diseñador de moda nepalí.

## Carrera
Upadhya fue enviado por Nepal como representante ante las Naciones Unidas, donde encabezó las acciones para mantener la paz desde la década de los años 60 y durante los 80.
Paralelamente a su labor diplomática, Upadhya trabajó como diseñador de moda, convirtiéndose en una XX en Nueva York, siendo conocido por sus trajes y conjuntos coloridos y extravagantes. Tuvo una importante presencia en el documental de 2011 Bill Cunningham New York, sobre Bill Cunningham, fotógrafo de moda del New York Times. Vivió en la ciudad de Nueva York, Southampton, Nueva York y Miami, Florida.
Upadhya fue entrevistado en Da Ali G Show por Brüno, personaje de Sacha Baron Cohen, en la Semana de la Moda de Nueva York.